# Zrakoplovna baza Šeik Isa
Zrakoplovna baza Isa, ranije Zrakoplovna baza Šeik Isa (ICAO: OBBS), bahreinska je zrakoplovna baza, smještena na obali Perzijskog zaljeva u južnom Bahreinu.
Sjedište je postrojbi Kraljevskog bahreinskog ratnog zrakoplovstva.